# Looming
Looming (z est. „Twórczość”) – estońskie czasopismo literackie, ukazujące się od 1923 r. Najstarszy i najważniejszy spośród ukazujących się dzisiaj estońskich periodyków literackich, miesięcznik.
Czasopismo zostało założone w 1923 r. przez pisarza Friedeberta Tuglasa do publikowania oraz popularyzowania estońskiej literatury współczesnej. Tuglas był również w latach 1923-1926 pierwszym redaktorem naczelnym czasopisma. Początkowo nakład czasopisma wynosił 1000 egz. Ze względu na złożoną sytuację polityczną oraz działania wojenne wydawanie magazynu zostało zawieszone w latach 1941–1944. Po wojnie, gdy czasopismo zostało reaktywowane, nakład stopniowo rósł (w 1955 r. miał 4 tys. egz., w 1977 – 19 tys., w 1985 – 22 tys.), by osiągnąć szczyt w 1990 r., gdy wydrukowano 35 tys. egzemplarzy. Później nakład znów się zmniejszył (np. w 2000 r. było to 2100 egz., w 2004 – 1700 egz.) i obecnie wynosi średnio ok. 1000 egz..
Na łamach magazynu publikowane są wiersze, powieści, opowiadania, eseje, studia literackie, recenzje oraz inne teksty literackie i literaturoznawcze. Swoje utwory publikowali na łamach pisma Looming niemal wszyscy ważniejsi estońscy pisarze i poeci, w tym m.in. większość laureatów nagrody im. Friedeberta Tuglasa, przyznawanej dla najlepszego opowiadania.
W okresie władzy komunistycznej, Looming było oficjalnym organem Związku Pisarzy Estońskiej Republiki Radzieckiej. Obecnie czasopismo finansowane i wydawane jest przez ministerstwo kultury Republiki Estonii, dodatkowo wspiera je organizacyjnie i finansowo państwowa fundacja Kultuurkapital oraz Związek Pisarzy Estońskich. Do zadań Związku Pisarzy należy m.in. wyłonienie redaktora naczelnego czasopisma, który m.in. będzie dbał o zawartość czasopisma.
Redakcja czasopisma mieści się w Tallinnie.

## Lista redaktorów naczelnych
- 1923–1926 Friedebert Tuglas
- 1927–1929 Jaan Kärner
- 1930–1940 Johannes Semper
- 1940–1941 Friedebert Tuglas
- 1941–1944 czasopismo nie ukazywało się
- 1945–1946 Jaan Kärner
- 1946 Mart Raud
- 1946–1952 August Alle
- 1953–1957 Ilmar Sikemäe
- 1957–1960 Paul Kuusberg
- 1960–1968 Anton Vaarandi
- 1968–1976 Paul Kuusberg
- 1976–1987 Kalle Kurg
- 1988–1997 Andres Langemets
- 1997–2005 Udo Uibo
- od 2005 Mihkel Mutt